# リカバリーディスク
リカバリーディスク（英: recovery disc）は、市販のパーソナルコンピュータ (PC) において、導入済みのオペレーティングシステム (OS) を含むソフトウェア群を、ある一定の状態（一般的には工場出荷時）へと復元するためのディスクのこと。リカバリーCD、リカバリーDVDとも呼ばれる。
21世紀になってからはリカバリーディスクが付属せず、HDDやSSDにリカバリー領域を持つ機種も増えている。
ChromeOSやバージョン10以降のMicrosoft Windowsの場合は、OS開発元が提供するリファレンスイメージを使用してインストールを行った場合であっても、リカバリー領域が標準でセットアップされる仕組みとなっており、インストール済みのデバイスドライバーも障害発生直前の状態に自動的に復元される。また、この機能を利用しUSBメモリを接続して回復ドライブを作成・復元することも可能である。
再セットアップに必要なファイルが不足している場合であっても、インターネット経由で当該ファイルを再取得することにより、外部メディアを使用せずに復旧する機能を備えた製品も存在する。

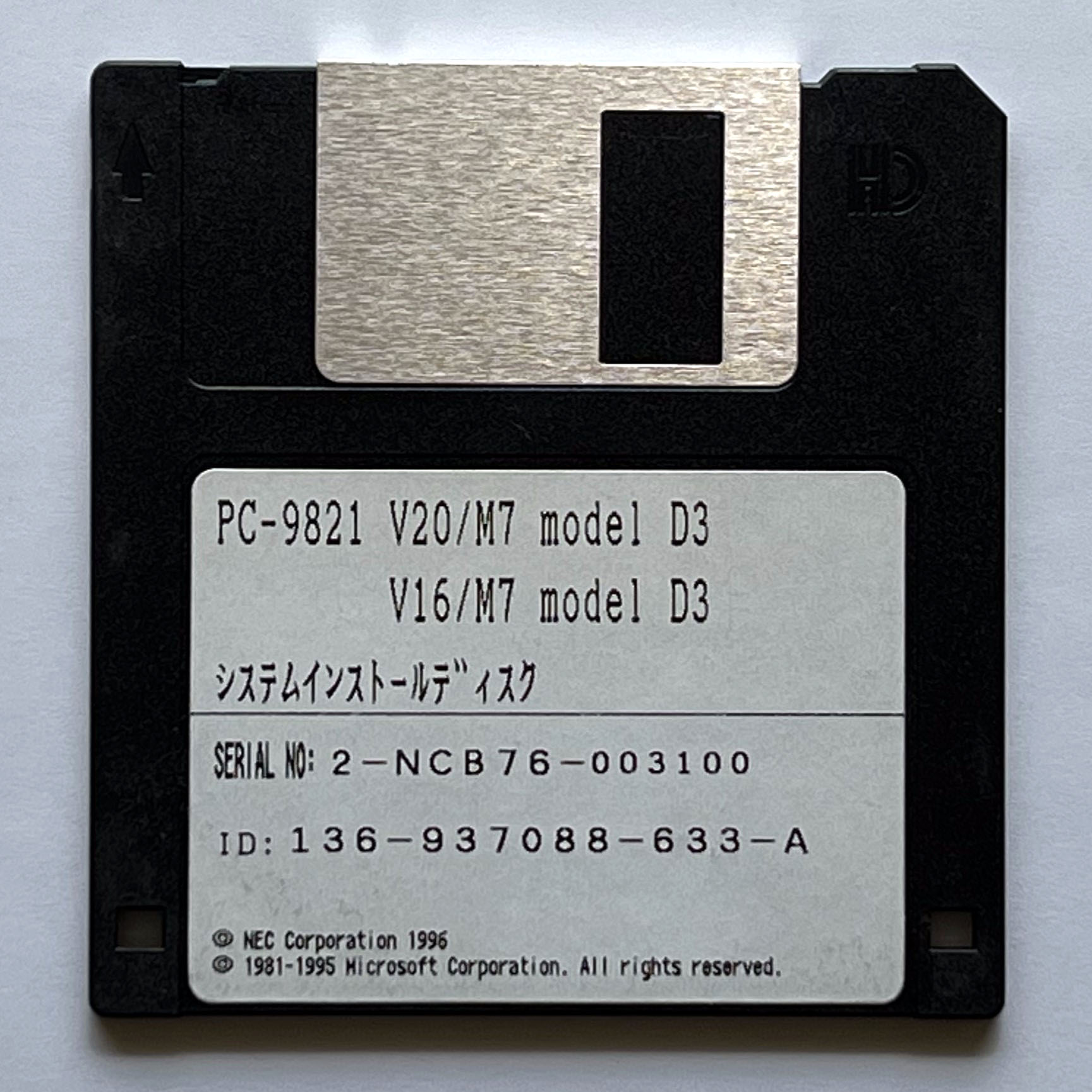
リカバリー用 フロッピーディスク (1995年)
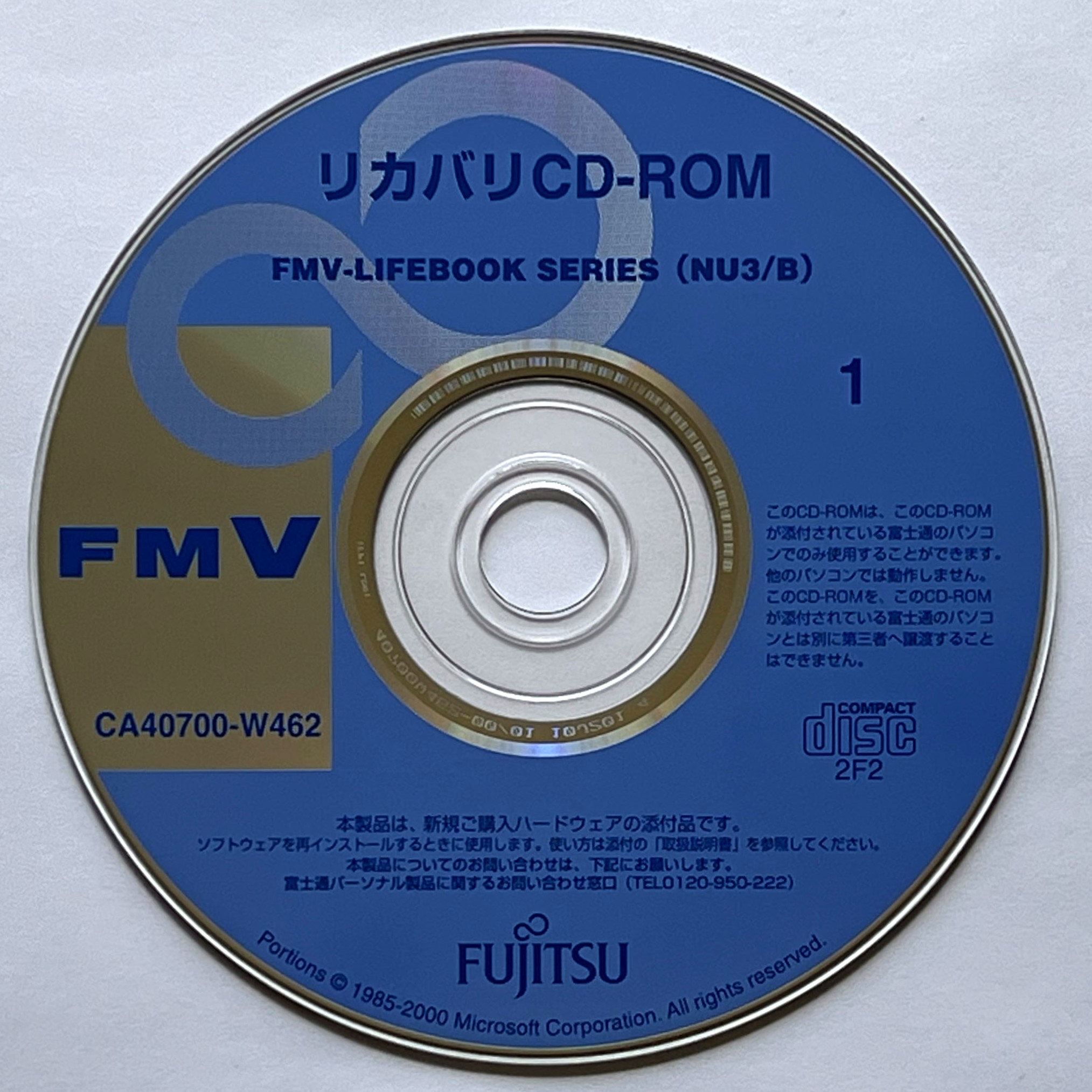
リカバリー用 CD-ROM (2002年)
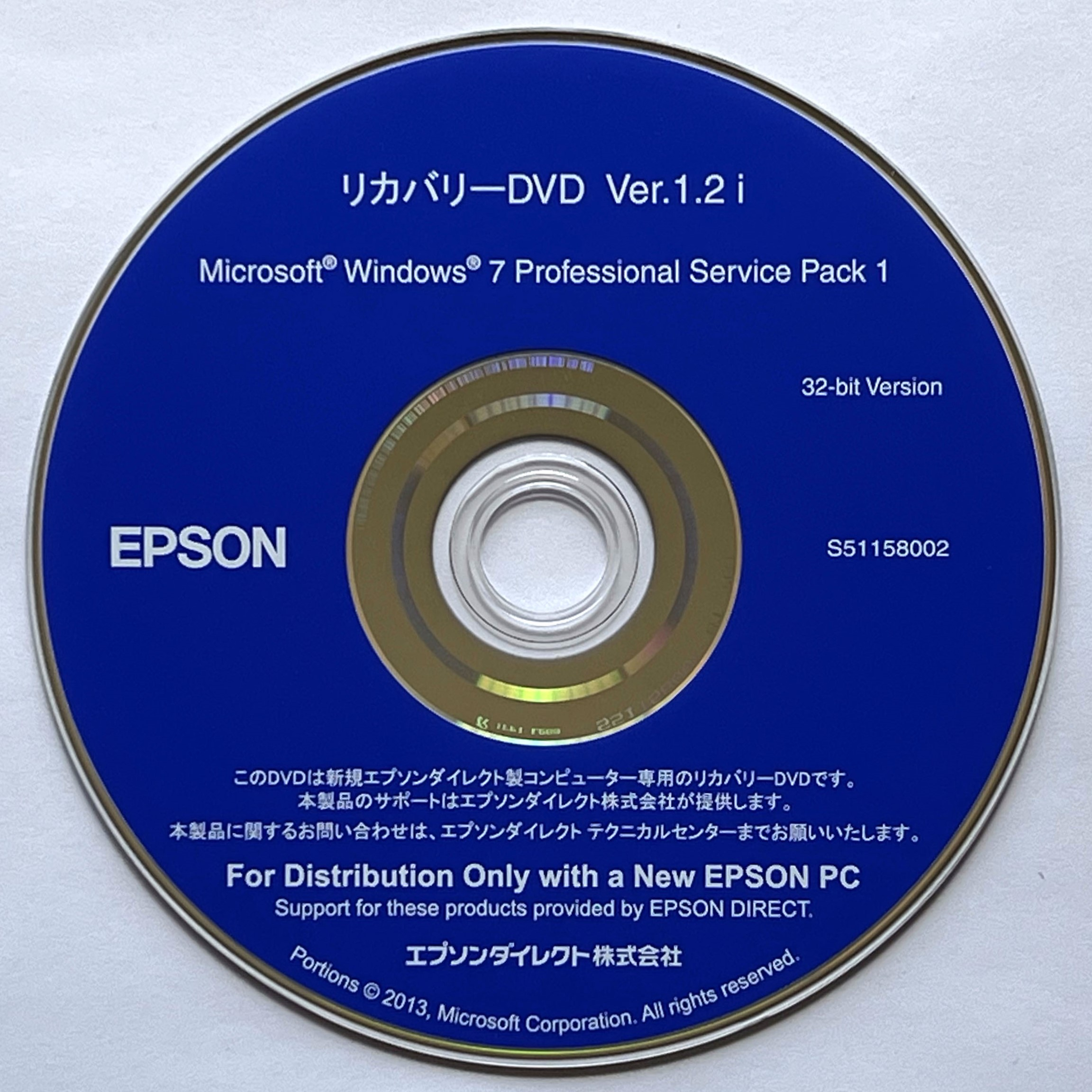
リカバリー用 DVD-ROM (2013年)
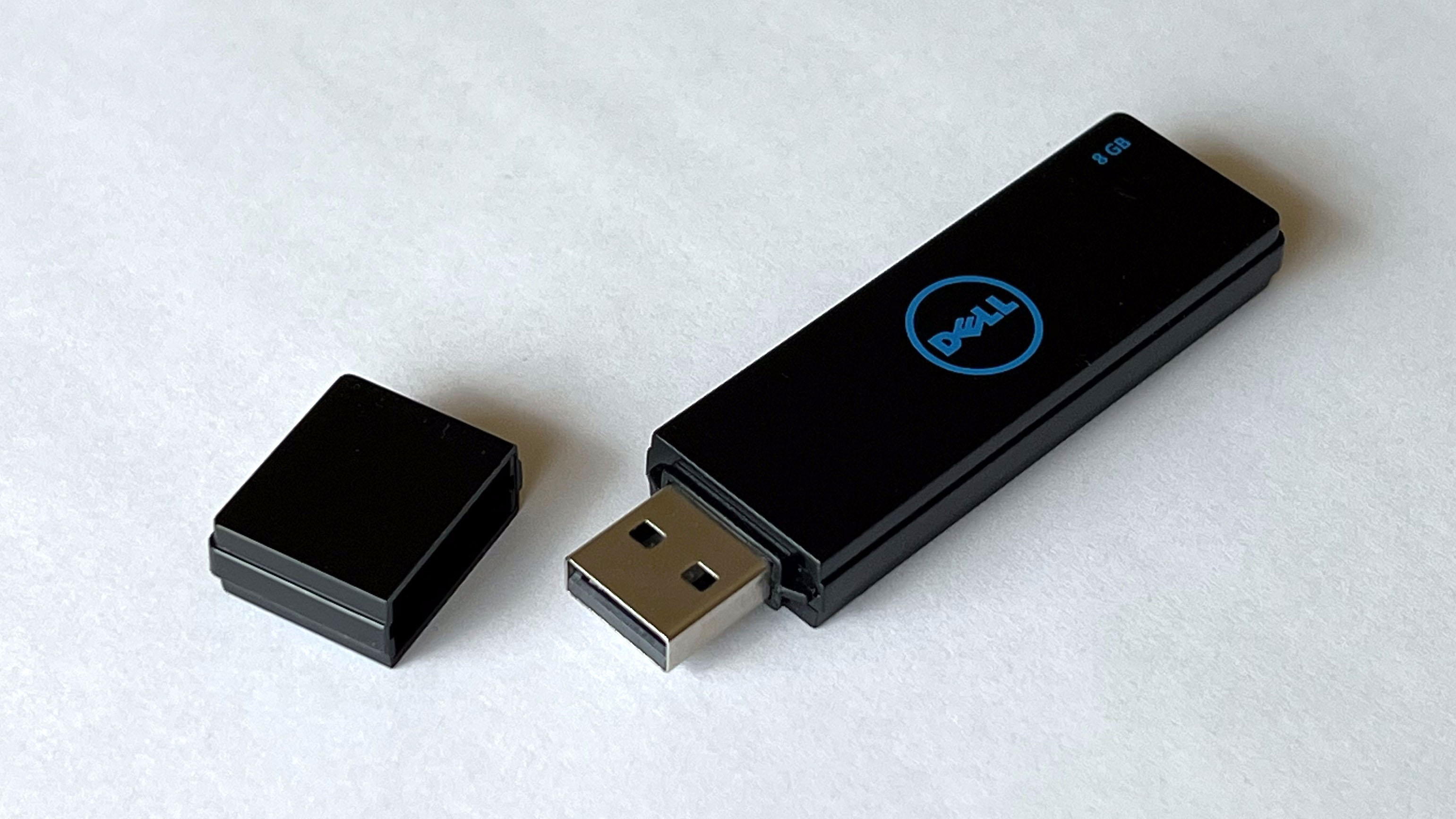
リカバリー用 USB メモリ (2020年)

## 再発行
何らかの理由によりリカバリーディスクを紛失した場合に備え、多くのメーカーではリカバリーディスクの部品としての販売または配布を行っている。
ChromeOS搭載製品の場合（Chromebook リカバリ ユーティリティ）、Chromeウェブストア上でリカバリーUSBイメージの再発行が可能である。
リカバリーディスクはメーカーによって、再発行が得られる場合と得られない場合がある。例えばソニーの場合（リカバリーディスク送付サービス）、事前にオンラインで対応機種の製品登録を行い、ユーザー登録を行わなければ入手できない。ところが法人向けの機種においては、オンラインの製品登録に非対応のためユーザー登録出来ず（法人向けのサポートは個人では利用できない）、当該機種を中古PCとして個人で購入した場合は事実上リカバリーディスクを入手不可能である。
また、PC製造元とソフトウェアベンダとの契約の内容によっては、一定期間を過ぎると再発行ができなくなる場合もある。

## リカバリー領域
リカバリー領域（リカバリーりょういき）市販のパーソナルコンピュータ (PC) において、導入済みのオペレーティングシステム (OS) を含むソフトウェア群を、ある一定の状態（一般的には工場出荷時）へと復元するために確保されたストレージ領域のこと。
モバイル用ノートPCやネットブックには基本的に光学ドライブが内蔵、付属されていないため、リカバリーディスクを使用することができない。よってストレージ内にリカバリー領域を用意する必要がある。

### 基本的な仕組み
2001年頃のパソコンから採用されるようになった仕組みで、2008年以降に市販されるようになったパソコンでは一般的になっている。
リカバリー領域は、PCの内蔵ストレージの隠しパーティションとして用意される。一般的にはWindowsやChromeOSからは通常見えないようになっている。リカバリーが必要になった場合のみ、電源投入直後に特定のキーの組合せなどでリカバリー機能を呼び出すことによって、リカバリー領域からリカバリーシステムを起動できる。

### 確認方法と各メーカーでの呼称
- Appleではリカバリー領域自体は"Recovery HD"だが、基本的にリカバリー操作を含めて「復元機能」（Mac OS X Lion以降）と呼ぶ（OS Xの復元機能）。
- IBMでは"Disk to Disk"と呼ぶ[2]。
- NECでは"再セットアップ領域を利用したセットアップ"と呼ぶ（再セットアップの種類と手順のあらまし-(2008年6月10日アーカイブ分）[3]）。
- 富士通では"トラブル解決ナビ"と呼ぶ[4]。